# 尤西·瓦塔宁
尤西·瓦塔宁（芬蘭語：Jussi Vatanen，1978年1月30日—）是一位芬兰演员。
2005年，瓦塔宁毕业于赫尔辛基戏剧学院，之后曾在国内数座剧场工作。2011年，他加入喜电视节目《搞笑大战》的第二季演员阵容，就此在芬兰变得家喻户晓。2013年，瓦塔宁饰演的角色“Karim Z. Yskowicz”凭借在第四季中的表现而被评为“年度喜剧小品角色”。2014年，瓦塔宁扮演的女性角色“Antsku”又凭借在第五季中的表现而收获同一奖项。瓦塔宁亦曾出演过其他电视剧和电影。2010年，他因在多梅·卡鲁科斯基的电影《极地奥德赛》中扮演的主角而获得尤西奖最佳演员提名。